# Seznam zračnih postaj Vojne mornarice ZDA
Zračne postaje Vojne mornarice ZDA (Naval Air Stations) - (NAS) so vojaška letališča, ki jih upravlja Vojna mornarica Združenih držav Amerike. Namenjene so podpori operacijam letalstva Vojne mornarice Združenih držav Amerike, usposabljanju pilotov, vzdrževanju letal in logistiki.

## Seznam
- NAS Agana
- NAS Atlanta
- NAS Brunswick
- NAS Corpus Christi
- NAS Fallon
- NAS Fort Worth
- NAS Guantanamo Bay
- NAS Jacksonville
- NAS Keflavik
- NAS Key West
- NAS Kingsville
- NAS Lemoore
- NAS Meridian
- NAS New Orleans
- NAS Norfolk
- NAS North Island
- NAS Oceana
- NAS Patuxent River
- NAS Pensacola
- NAS Point Mugu
- NAS Sigonella
- NAS Whidbey Island
- NAS Whiting Field
- NAS Willow Grove